# Stephenoscia bifrons
Stephenoscia bifrons là một loài chân đều trong họ Philosciidae. Loài này được Vandel miêu tả khoa học năm 1977.